# كفر بطيخ
كفر بطيخ قرية سورية تتبع ناحية سراقب في منطقة مركز إدلب في محافظة إدلب. بلغ عدد سكانها 3,166 نسمة في عام 2004 حسب إحصاء المكتب المركزي للإحصاء.
يعمل معظم سكانها بالزراعة والتجارة  